# Selam
Selam (sigla DIK-1/1) es el nombre dado a los restos de una hembra de la especie Australopithecus afarensis de 3 años de edad y una antigüedad de 3,3 millones de años, procedentes del yacimiento de Dikika, en el complejo arqueológico de Hadar, en la depresión de Afar del Gran Valle del Rift en Etiopía. El nombre significa "paz" en amhárico.
Los primeros restos fueron encontrados e identificados el 10 de diciembre de 2000 y cinco años después, una vez recuperados todos los huesos, el 20 de septiembre de 2006 un equipo internacional de científicos presentó los fósiles a la prensa. 
El esqueleto de Lucy, encontrado en 1974 a diez kilómetros de distancia, y que tiene una antigüedad de 3,2 millones de años, pertenece a la misma especie.
Selam es el fósil más completo de un niño del pasado, pues, a diferencia de Lucy, se han encontrado huesos de algunos dedos, de un pie, el tórax completo y sobre todo de la cara, que posee los rasgos simiescos propios de la especie. Su volumen cerebral es de 330 cc, parecido al de un chimpancé de su edad. La niña, de tres años, tenía al fallecer todos los dientes de leche y los dientes permanentes aun por salir. Sus hombros, omóplatos y dedos curvados parecen indicar que podía trepar a los árboles, y sus caderas y piernas, especialmente el ángulo del fémur hasta la cadera, muy parecidas a las de un humano, que caminaba únicamente sobre los pies.
El Proyecto de Investigación de Dikika está dirigido por el científico etíope Zeresenay Alemseged, del Instituto Max Planck de Antropología Evolutiva de Leipzig, Alemania. Zeresenay tuvo que separar los pequeños huesos de la niña de la arenisca en la que se encontraban integrados con la ayuda de un taladro de dentista. Es muy probable que una inundación sepultara el cadáver de la niña entre la arena y el lodo y lo pusiera a salvo de los depredadores hace más de tres millones de años. Luego, el barro se endureció, conservando los huesos hasta su hallazgo en el año 2000 y su progresivo desenterramiento hasta hoy. Costó más de cinco años extraer los restos del cráneo.